# Kiyose
Kiyose (清瀬市 -shi) é uma cidade japonesa localizada na província de Tóquio.
Em 2003, a cidade tinha uma população estimada em 69 996 habitantes e uma densidade populacional de 6 869,09 hab./km². Ela apresenta uma área total de 10,19 km².
Recebeu o estatuto de cidade em 1º de outubro de 1970.